# Meyer Friedman
Meyer „Mike“ Friedman (* 13. Juli 1910 in Kansas City, Kansas; † 27. April 2001 in San Francisco, Kalifornien) war ein US-amerikanischer Kardiologe.

## Leben
Friedman absolvierte ein Studium an der Yale University, das er 1931 mit dem Bachelor of Arts abschloss. 1934 erlangte er den M.D. an der Johns Hopkins Medical School. Von 1936 bis 1938 war er am Michael Reese Hospital in Chicago tätig, wo er zeitweilig unter dem Kardiologen Louis N. Katz forschte. Danach erhielt er eine einjährige allgemeinmedizinische Weiterbildung am Wisconsin General Hospital. Von 1939 bis 1975 leitete er das von ihm begründete Howard Brunn Institute for Cardiovascular Research in San Francisco. Er arbeitete auch eng mit dem dortigen Mount Zion Hospital und Medical Center zusammen. 1983 gründete er das Meyer Friedman Institute und setzte dort seine Forschung bis kurz vor seinem Tod fort.
Zusammen mit seinem Kollegen Ray H. Rosenman (mit dem sich Friedman zu dieser Zeit auch eine kardiologische Praxis teilte), entwickelte er in den 1950er Jahren die Persönlichkeitstheorie Typ A und Typ B, laut der nervös-hektische und aggressive Menschen einem erhöhten Herzinfarktrisiko unterliegen. Sie bezeichneten diesen Persönlichkeitstyp als „Type A“ (dt. „A-Typ“) und stellten ihm den ausgeglicheneren „Type B“ gegenüber, bei dem sie ein niedrigeres Risiko für die Koronare Herzkrankheit vermuteten. Die Ergebnisse ihrer Forschung veröffentlichten sie 1974 in dem Buch Type A Behavior and Your Heart. Diese Untersuchungen gaben den Anstoß für die Entwicklung einer Gesundheitspsychologie, die die Gemütslage der Menschen in ihre Untersuchungen mit einbezieht. Die Bezeichnung von Menschen als „Type A“-Persönlichkeit wurde auch außerhalb des medizinischen Kontextes in den USA gebräuchlich.
Friedman erlitt mit 55 Jahren einen ersten Herzinfarkt, überlebte später mindestens zwei weitere Herzinfarkte und starb schließlich im Alter von 90 Jahren an einer Herzinsuffizienz im UC San Francisco Medical Center. Er hinterließ eine Tochter und zwei Söhne, seine Ehefrau war bereits 1994 gestorben. Friedmans umfangreiche medizinische Bibliothek wurde posthum für über 5 Millionen Dollar versteigert.

## Werke
- Type A Behavior and Your Heart, 1974
  - Der A-Typ und der B-Typ. Deutsch von Jürgen Abel. Rowohlt, Reinbek 1975, ISBN 3-498-02030-7.
- Treating type a behavior - and your heart, New York 1984 (zus. m. Diane Ulmer)
- Medicine's 10 Greatest Discoveries, 1998 (zus. m. Gerald W. Friedland)